# Aston Martin DB11
Aston Martin DB11 – samochód sportowy klasy wyższej produkowany pod brytyjską marką Aston Martin od 2016 roku.

## Historia i opis modelu

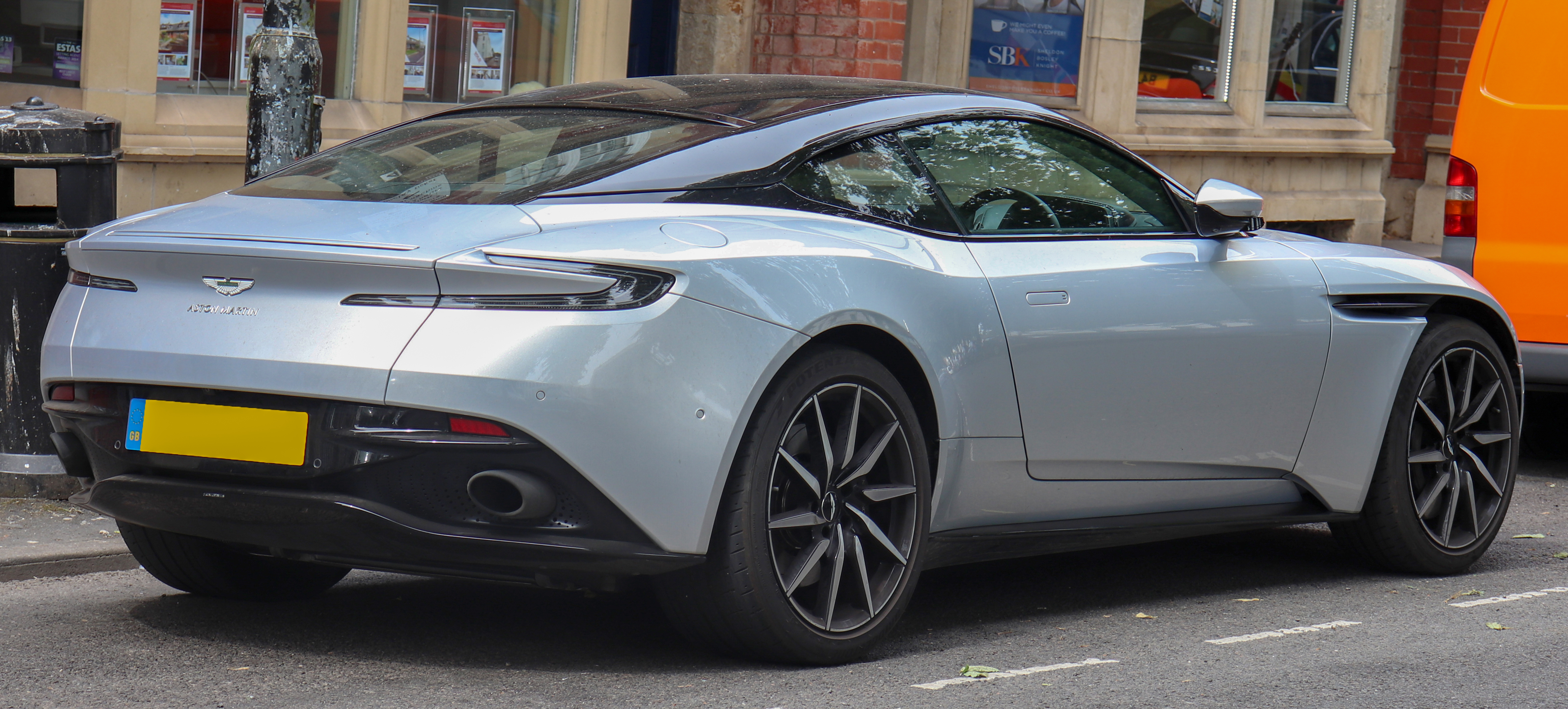
Aston Martin DB11 - tył

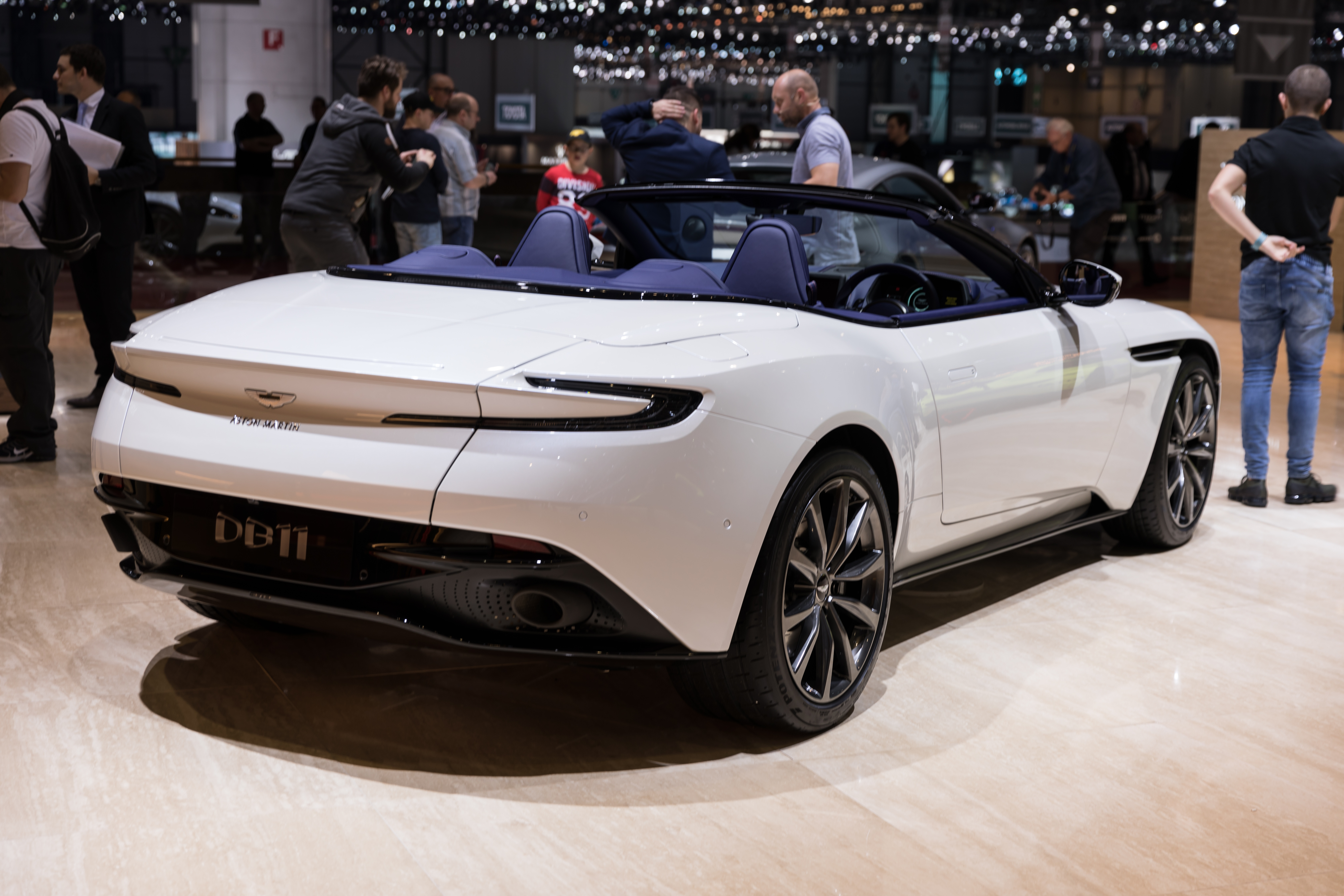
Aston Martin DB11 Volante

Aston Martin DB11 został zaprezentowany po raz pierwszy  w marcu 2016 roku na wystawie motoryzacyjnej Geneva Motor Show. Model DB11 jest następcą modelu DB9, którego zastąpił po 13 latach produkcji.

### Napęd i wyposażenie
Silnik modelu DB11 to całkiem nowa konstrukcja, w pełni wykonana z aluminium. Jest to jednostka V12 o pojemności 5,2 litra, doładowana dwiema turbosprężarkami. Moc nominalna to 608 KM, moment obrotowy 700 Nm, przyspieszenie podawane przez producenta od 0 do 100 km/h to 3,9 sekundy, a prędkość maksymalna 322 km/h. Skrzynia biegów to 8-biegowy automat, umieszczony z tyłu, dzięki temu rozkład masy wynosi 51% (przód) na 49% (tył). Waga wynosi 1875 kg.
Układ hamulcowy to tarcze wentylowane dwuczęściowe 400 mm z zaciskami 6 tłoczkowymi z przodu, na tylną część przypadają tarcze jednoczęściowe 360 mm z zaciskiem 4 tłoczkowym. Dodatkowo auto jest wyposażone w elektroniczny hamulec postojowy i szereg systemów wspomagających, jak: stabilizacja toru jazdy (DSC), system zapobiegający blokowaniu kół w trakcie hamowania (ABS), rozdział siły hamowania (EBD), kontrola trakcji (TC), układ rozdziału momentu obrotowego między kołami (PTC). Całkiem nowy jest system multimedialny AMi III z obsługą 8-calowego ekranu dotykowego. Cały system został dostarczony przez koncern Daimler AG. Nowością jest także elektroniczna deska rozdzielcza z wyświetlaczem adaptacyjnym do wybranego trybu jazdy.
W czerwcu 2017 roku zaprezentowano wersję z silnikiem V8. Podwójnie doładowany silnik v8, produkowany przez Mercedes-AMG ma moc 510 koni mechanicznych oraz 675 Nm momentu obrotowego, tyle samo co w Mercedesie C63s AMG. Samochód można zamówić ze standardową, hydrokinetyczną skrzynią 8-biegową produkcji ZF, montowaną min. w pojazdach BMW. Opcjonalnie można zamówic dwusprzęgłową, siedmiobiegową skrzynię biegów DCT. Przyśpieszenie od 0-100 km/h wynosi 4.0 sekundy, natomiast prędkość maksymalna wynosi 301 km/h. Wersja z silnikiem V8 jest lżejsza od wersji V12 o 115 kg, waga wynosi 1760 kg (1875 kg V12).